# Brandon Marshall
Brandon Marshall (* 23. März 1984 in Pittsburgh, Pennsylvania) ist ein US-amerikanischer American-Football-Spieler auf der Position des Wide Receivers, der zuletzt bei den New Orleans Saints in der NFL unter Vertrag stand.

## College
Marshall spielte von 2002 bis 2005 College Football für die University of Central Florida in der Mid-American Conference und in der Conference USA.

## NFL
Marshall wurde 2006 von den Denver Broncos in der NFL Draft ausgewählt.
Von 2010 bis 2011 spielte er bei den Miami Dolphins.
2012 wurde er für zwei Drittrunden-Draft-Picks zu den Chicago Bears getauscht; 2015 wechselte er dann zu den New York Jets.
Zwei Saisons später wechselte Marshall zum Stadtrivalen New York Giants, welche ihn nach nur einer gespielten Saison wieder entließen.
Am 29. Mai 2018 unterschrieb Marshall einen Einjahresvertrag bei den Seattle Seahawks. Nach sechs Spielen wurde er entlassen.
Am 12. November 2018 wurde er von den New Orleans Saints unter Vertrag genommen, aber bereits nach einem Monat wieder entlassen.

## NFL-Karrierestatistik
| Jahr   | Team   | Rec | Yards  | Avg  | Lng | TD | Fmb | Fmb lst |
| ------ | ------ | --- | ------ | ---- | --- | -- | --- | ------- |
| 2006   | DEN    | 20  | 309    | 15,5 | 71T | 2  | 1   | 0       |
| 2007   | DEN    | 102 | 1.325  | 13,0 | 68T | 7  | 3   | 1       |
| 2008   | DEN    | 104 | 1.265  | 12,2 | 47  | 6  | 4   | 3       |
| 2009   | DEN    | 101 | 1.120  | 11,1 | 75T | 10 | 0   | 0       |
| 2010   | MIA    | 86  | 1.014  | 11,8 | 46  | 3  | 2   | 1       |
| 2011   | MIA    | 81  | 1.214  | 15,0 | 65T | 6  | 1   | 1       |
| 2012   | CHI    | 118 | 1.508  | 12,8 | 56  | 11 | 2   | 0       |
| 2013   | CHI    | 100 | 1.295  | 13,0 | 44  | 12 | 0   | 0       |
| 2014   | CHI    | 61  | 721    | 11,8 | 47  | 8  | 1   | 1       |
| 2015   | NYJ    | 109 | 1.502  | 13,8 | 69T | 14 | 3   | 2       |
| 2016   | NYJ    | 59  | 788    | 13,4 | 41  | 3  | 0   | 0       |
| 2017   | NYG    | 18  | 154    | 8,6  | 18  | 0  | 0   | 0       |
| 2018   | SEA    | 11  | 136    | 12,4 | 27  | 1  | 0   | 0       |
| Gesamt | Gesamt | 970 | 12.351 | 12,7 | 75  | 83 | 17  | 9       |

Quelle: NFL.com